# (36665) 2000 QO211
2000 QO211 (asteroide 36665) é um asteroide da cintura principal. Possui uma excentricidade de 0.10807210 e uma inclinação de 1.02022º.
Este asteroide foi descoberto no dia 31 de agosto de 2000 por LINEAR em Socorro.